# Adalberto Paulo da Silva

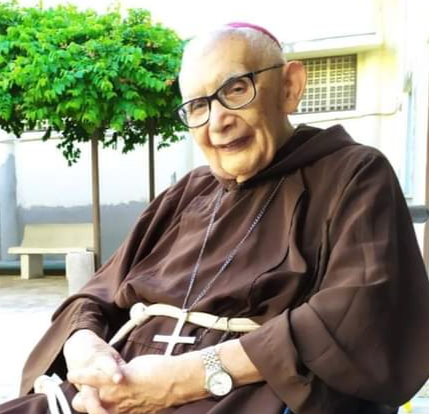
Adalberto Paulo da Silva (2023)

Adalberto Paulo da Silva OFMCap (* 25. Januar 1929 in Sambaíba; † 30. Juli 2025 in Fortaleza) war ein brasilianischer römisch-katholischer Ordensgeistlicher und Weihbischof in Fortaleza.

## Leben
Adalberto Paulo da Silva trat der Ordensgemeinschaft der Kapuziner bei und empfing am 8. Dezember 1956 die Priesterweihe.
Papst Paul VI. ernannte ihn am 3. April 1975 zum Bischof von Viana. Der Apostolische Nuntius in Brasilien, Erzbischof Carmine Rocco, spendete ihm am 3. August desselben Jahres die Bischofsweihe; Mitkonsekratoren waren Aloísio Lorscheider OFM, Erzbischof von Fortaleza, und Timóteo Francisco Nemésio Pereira Cordeiro OFMCap, Bischof von Tianguá.
Am 24. Mai 1995 wurde er zum Weihbischof in Fortaleza und Titularbischof von Capsa ernannt. Am 24. März 2004 nahm Papst Johannes Paul II. seinen altersbedingten Rücktritt an.

## Einzelnachweis
1. ↑  Falece Dom Frei Adalberto Paulo da Silva, OFMCap, bispo auxiliar emérito de Fortaleza, aos 96 anos. In: arquidiocesedefortaleza.org.br. 1. August 2025, abgerufen am 1. August 2025 (spanisch).

| Vorgänger              | Amt                         | Nachfolger                          |
| ---------------------- | --------------------------- | ----------------------------------- |
| Francisco Hélio Campos | Bischof von Viana 1975–1995 | Xavier Gilles de Maupeou d’Ableiges |

| Personendaten    | Personendaten                                                                    |
| ---------------- | -------------------------------------------------------------------------------- |
| NAME             | Silva, Adalberto Paulo da                                                        |
| KURZBESCHREIBUNG | brasilianischer römisch-katholischer Ordensgeistlicher, Weihbischof in Fortaleza |
| GEBURTSDATUM     | 25. Januar 1929                                                                  |
| GEBURTSORT       | Sambaíba                                                                         |
| STERBEDATUM      | 30. Juli 2025                                                                    |
| STERBEORT        | Fortaleza                                                                        |